# Балакин, Николай Иванович
Николай Иванович Балакин (9 февраля 1928 — 9 января 2003) — комбайнёр Усть-Лабинской машинно-тракторной станции Краснодарского края. Герой Социалистического Труда (27.06.1952).

## Биография
Родился 9 февраля 1928 года в селе Клеймёновка Пензенского уезда Пензенской губернии (ныне — в Каменском районе Пензенской области) в большой трудолюбивой крестьянской семье.
В 1933 году семья переехала в Кизлярский район Дагестанской АССР (в 1938—1944 годах — Кизлярский округ Орджоникидзевского края, ныне — Кизлярский район Республики Дагестан), где он окончил 7 классов школы и в 13-летнем возрасте начал трудовую деятельность. Вместе с отцом, механиком-самоучкой и младшим братом работал в машинно-тракторной станции (МТС) — зимой ремонтировал технику, а летом помогал убирать урожай хлебов в местных колхозах. Их семейный агрегат был всегда в числе передовых. Отец и его сыновья-подростки удостаивались почётных грамот, премий, благодарностей за свой добросовестный труд.
Однажды, в 1949 году, прочитав в газете об уборочной страде в Краснодарском крае, об успехах хлеборобов, решил попробовать свои силы на кубанской ниве. Вскоре устроился комбайнёром Усть-Лабинской МТС в городе Усть-Лабинск Краснодарского края. За достижение высоких показателей на уборке и обмолоте зерновых культур был награждён орденом Ленина. В 1951 году намолотил комбайном «Сталинец-1» с убранной площади за 25 рабочих дней 8699 центнеров зерновых культур.
Указом Президиума Верховного Совета СССР от 27 июня 1952 года за достижение высоких показателей на уборке и обмолоте зерновых культур в 1951 году Балакину Николаю Ивановичу присвоено звание Героя Социалистического Труда с вручением ордена Ленина и золотой медали «Серп и Молот».
В середине 1950-х годов участвовал в освоении целинных и залежных земель. Затем до выхода на пенсию грудился в Усть-Лабинском районе Краснодарского края.
Жил в городе Усть-Лабинск Краснодарского края. Умер 9 января 2003 года. Похоронен на Новом кладбище в Усть-Лабинске. Заслуженный работник сельского хозяйства Кубани (1996).

## Награды
- Золотая медаль «Серп и Молот» (27.06.1952);[3]
- Орден Ленина (27.06.1952).[4]
- Орден Ленина(22.02.1951),
- Медаль «За трудовую доблесть»(21.08.1953),
- Медаль «В ознаменование 100-летия со дня рождения Владимира Ильича Ленина» (6 апреля 1970)

## Память
- На могиле Героя установлен надгробный памятник.